# Tooniverse
Tooniverse (en hangul, 투니버스; romanización revisada, tunibeoseu) portmanteau Cartoon Universe) es un canal que transmite anime y caricaturas retransmitido por CJ E&M en Corea del Sur.
Tooniverse empezó airear en diciembre de 1995 y es actualmente uno del los principales canales de anime de Corea del Sur. Ofrece una variedad amplia de animación para diferentes grupos de edad.
En 2012 Tooniverse creó su primera serie televisiva para adolescentes, Ma Boy. La Starleague profesional de StarCraft: Brood War comenzó como un programa en Tooniverse antes de ser girado-fuera a un canal dedicado al gaming, Ongamenet.

## Programación
- Thomas y sus amigos (꼬마기관차 토마스와 친구들)
- Ashita no Nadja (明日のナージャ)
- Shima Shima Tora Ningún Shimajirō (내 친구 호비)
- Ahorrativo gigante (자이언트 세이버)
- Johnny Test (쟈니 테스트)
- Ojamajo Doremi (꼬마 마법사 레미)
- Tickety Toc (시계마을 티키톡!!)
- Pucca
- Bastante Ritmo: Querido Mi Futuro (꿈의 보석 프리즘스톤)
- Atashin'chi (아따맘마)
- Ultimate Spider-Man (얼티밋 스파이더맨)
- Eliot Niño (엘리엇 키드)
- Hola Jadoo (안녕 자두야)
- The Fairly OddParents (티미의 못말리는 수호천사)
- Tanken Driland (탐험 드리랜드)
- Pokémon: Negro y Blanco (포켓몬스터 베스트위시)
- Chi Casa Dulce (치즈스위트홈)
- T-Pang Rescate (뛰뛰빵빵 구조대)
- Leyendas de Chima (키마의 전설)
- Lucky Fred (럭키 프레드)
- Tobot (변신자동차 또봇)
- Soreike! Anpanman (날아라 호빵맨)
- Nintama Rantarō (닌자보이 란타로)
- Dooly El Poco Dinosaurio (아기공룡 둘리)
- Robocar Poli (로보카 폴리)
- Pororo El Poco Pingüino (뽀롱뽀롱 뽀로로)
- Picchipichi Shizuku-chan (또르르 방울이 친구들)
- Niños CSI (키즈 CSI 과학수사대)
- Aikatsu! (아이엠스타)
- Boing El Juego Ranger (놀이터 구조대 뽀잉)
- Cocomong (냉장고 나라 코코몽)
- Kobushi (싱싱초밥단 코부시)
- Topplate (최강! 탑플레이트)
- Mágico Hanja (마법천자문)
- Me Y Mi Robot (미앤마이로봇)
- Bienvenido a Tienda de Comodidad (와라! 편의점)
- Vidente (미래전사 씨어)
- Taoist Mutul (머털도사)
- Maya la Abeja (마야의 모험)
- Buri El Viajero de Tiempo (벼리의 시간여행)
- Bananana Doongdoong (바나나나 둥둥)
- Larva (라바)
- Lego Friends (레고 프렌즈)
- Little Charmers (작은 마술사)
- Little Einsteins (작은 아인슈타인)
- Mainichi Kaasan (매일엄마)
- UFO Baby (다!다!다!)
- Kioka (키오카)
- Miraculous: Las Aventuras de Ladybug (미라큘러스 : 레이디버그와 블랙캣)
- My Little Pony: La magia de la amistad (마이리틀포니)
- Los Pitufos (serie de televisión) (개구쟁이 스머프 (애니메이션))
- Yo-Kai Watch (요괴워치)
- Shugo Chara! (슈고 카라!)
- Doraemon (도라에몽)
- Masha y el Oso (마샤와 곰)
- Masha Cuentos (마샤의 이야기)
- Babar (바바)
- La Magia de Chocolate (쇼콜라의 마법)
- Detective Conan (명탐정 코난)
- Chibi Devi! (베베데빌)
- Crayon Shin-chan (짱구는 못말려)
- Kuromajo-san ga Toru!! (흑마녀 나가신다!!!!)
- Oh Ningún! Es una Invasión de Alienígena (오노! 외계인의 나타났다)
- Los Simpson (심슨네 가족들)
- Sid el Niño de Ciencia (시드 과학 키드)
- The Powerpuff Girls (파워 퍼프 걸스)
- Naruto Shippuden (나루토 질풍전)
- Monster High (몬스터 하이)
- Sket Dance (스켓 댄스)
- The Avengers: Earth's Mightiest Heroes (어벤져스)
- Kodomo Keisatsu (어린이 경찰)
- Meganebu! (안경부!!)
- Galilei Donna (갈릴레이 돈나)
- Gatchaman Multitudes (갓차맨 크라우즈)
- Fantasista Muñeca (판타지스타 돌)
- Las Naranja Molesta (엽기발랄 오렌지)